# Cratylia bahiensis
Cratylia bahiensis es una especie de planta leguminosa en la familia Fabaceae.
Es endémica de Brasil. Está amenazada por pérdida de hábitat, solo ubicable en seis sitios, confinados a un área pequeña del centro sur de Bahía.

## Fuente
- World Conservation Monitoring Centre 1998.  Cratylia bahiensis.   2006 IUCN Lista Roja de Especies Amenazadas; bajado 19 de julio de 2007